# (73237) 2002 JA34
(73237) 2002 JA34 – planetoida z pasa głównego asteroid okrążająca Słońce w ciągu 3,25 lat w średniej odległości 2,19 j.a. Odkryta 9 maja 2002 roku.